# Орехово (Курская область)
Орехово — село в Касторенском районе Курской области России. Административный центр Ореховского сельсовета.

## География
Село находится в восточной части Курской области, в лесостепной зоне, в пределах юго-западной части Среднерусской возвышенности, к западу от реки Касторы (приток Олыма), на расстоянии примерно 15 километров (по прямой) к востоку-юго-востоку (ESE) от посёлка городского типа Касторное, административного центра района. Абсолютная высота — 246 метров над уровнем моря.
Часовой пояс
Село Орехово, как и вся Курская область, находится в часовой зоне МСК (московское время). Смещение применяемого времени относительно UTC составляет +3:00.

## Население
| 1859 | 1897  | 2002 | 2010 |
| ---- | ----- | ---- | ---- |
| 2607 | ↗3310 | ↘949 | ↘733 |

Гендерный состав

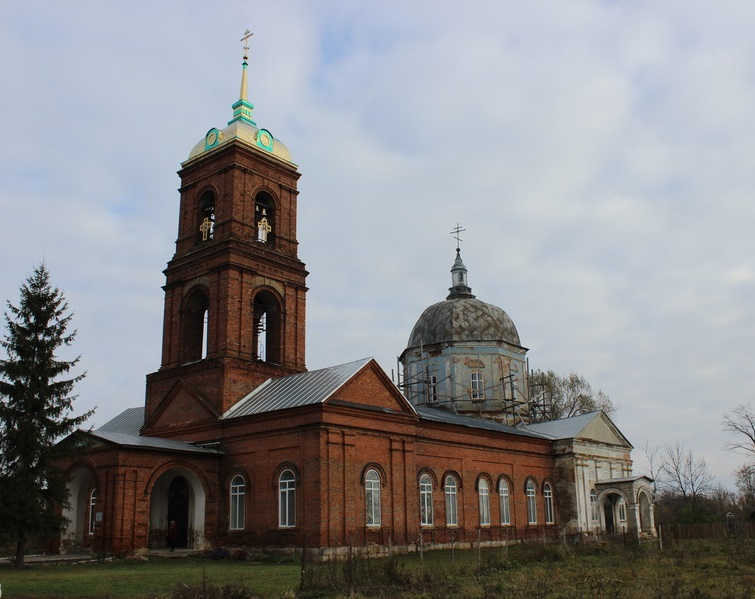
Свято-Троицкий храм в Орехово

По данным Всероссийской переписи населения 2010 года в гендерной структуре населения мужчины составляли 45,4 %, женщины — соответственно 54,6 %.
Национальный состав
Согласно результатам переписи 2002 года, в национальной структуре населения русские составляли 92 % из 949 чел.

## Известные уроженцы
- Кубанёв, Василий Михайлович (1921—1942) — советский поэт и журналист.
- Мешкова Евдокия Ивановна (1921—2008) — советский юрист.

## Улицы
Уличная сеть села состоит из 12 улиц и 11 переулков.

## Достопримечательности
В центре села с 1791 года расположен Свято-Троицкий храм.